# 兹伦卡
兹伦卡是俄罗斯布良斯克州的一个镇，邻近白俄罗斯边境，距离州首府布良斯克约220公里，人口5,270人（2021年）。
兹伦卡成立于1702年，1925年建镇。